# KAT (metropolitana di Atene)
KAT è una stazione della linea 1 della metropolitana di Atene.

## Storia
La stazione venne attivata il 27 marzo 1989, su un tratto di linea risalente al 1957.